# پابجی: نیو استیت
پابجی: نیو استیت (انگلیسی: PUBG: New State) نسخهٔ به‌روز شدهٔ بازی ویدئویی چندنفره پابجی است که در ۱۱ نوامبر سال ۲۰۲۱ منتشر شد. این بازی، از بازی سبک بقای پلیرآن‌نونز بتل‌گراندز الگو گرفته و دو بازی جدا از هم هستند که توسط شرکت کرافتون برای سیستم‌های عامل اندروید و آی‌اواس توسعه یافته‌است. محتوای این بازی، جهان آینده و سال ۲۰۵۱ را نشان می‌دهد که دارای وسایل و اتومبیل‌های بهبود یافته و بهینه شده‌ای هستند و بازیکنی برنده است که تا آخر بازی و مرگ تمامی گروه‌های دیگر زنده بماند (سبک بقا).
این بازی در ۱۱ نوامبر ۲۰۲۱ از طریق گوگل پلی برای سیستم اندروید منتشر شد.

## تفاوت پابجی موبایل و پابجی نیو استیت
پابجی نیو استیت مانند پابجی موبایل یک بازی در سبک بقای بتل رویال می‌باشد. وقایع بازی در سال ۲۰۵۱ است جایی که جنگ‌های بسیاری رخ می‌دهد، پابجی نیو استیت نسخه تکامل یافته تر از نسخه قبلی است. در این بتل رویال بازیکن شاهد نقشه وسیع تر و هم چنین سلاح‌های جدیدتر و پیشرفته تر هست.
یکی دیگر از قابلیت‌های جدید این بازی این است که بازیکن می‌تواند از کیت‌های متنوع که در اختیار بازیکن قرار داده شده‌است بر روی سلاح‌های خود استفاده کند و به آن‌ها قابلیت‌های جدیدی بدهد مانند سلاح M4A1 که می‌توان با استفاده از کیت‌ها آن را به یک نارنج انداز تبدیل کرد. هیچ گونه محدودیتی برای کاربران وجود ندارد و آن‌ها می‌توانند از سلاح‌های شخصی‌سازی شده خود استفاده کنند.
استودیوی سازنده این بازی یک مپ جدید به نام Trol را طراحی کرده‌است که در آن با محیطی جدید و با شرایط موجود سال ۲۰۵۱ مواجع می‌شویم و همین‌طور در این بازی از مپ‌های جدید دیگری استفاده شده‌است تا محیط بازی برای کاربران تکراری نشود.

## گیم پلی
این بازی با تغییرات ظاهری و فیزیکی بسیار طراحی شده‌است. در این بتل رویال مانند نسخه قبلی جمعیت حداکثر ۱۰۰ نفره ای را از سراسر جهان که آنلاین هستند تشکیل می‌دهند که سه نفر از آن‌ها هم تیمی‌های بازیکن هستند (البته در این نسخه بازیکن می‌تواند به گروه‌های دیگر که به زمین افتاده‌اند کمک کند و گروه خود را با آنها ۶ نفره کند). بازیکن باید خود را به همراه هم تیمی‌هایشان در یک مکان از جزیره با استفاده از چتر نجات بیندازد و سریعاً به دنبال سلاح و مهمات به رود تا بتواند دشمنان خود را در این جزیره شکست دهد و آخرین نفر یا آخرین گروهی باشد که بتواند زنده بماند و برنده بازی شود.

## بهترین گیمر های دهه
- رنک1((آیدین کینگ سوینی ایران ))((یوسی)) 885برد رکورد                                                        رنک 2((آیدین کینگ سوینی ایران))((فولادی))  850برد رکورد                                      رنک3(( یوشی شانگ ژاپنی)) ((سونفارد))  700برد رکورد                                    رنک4((محمد ابن موسی عربستان))((aysan))  650برد رکورد                                  رنک5((لیکانگ اینگ از کره))((A.A.A.P))   637برد رکورد                                    رنک6((جبرئیل از عراق))((کوراش))    630برد                                         رنک7((ادرسون از آمریکا))((ADRSON))     610برد رکورد                                 رنک8((موسی از مصر))((mosa))      500برد رکورد                                         رنک9((یوهو از چین))((KOKO))      490برد رکورد                                             رنک10(( محمد الهیدوس از قطر)) ((momo)) 480برد رکورد       بهترین بازیکن ادوار((آیدین کینگ سوینی)) با مجموع 1735برد

1. ↑  "PUBG Mobile 2 Is PUBG: New State, Not Developed By Tencent". IGN India (به انگلیسی). 25 February 2021.
2. ↑  Prescott, Shaun (19 January 2021). "A new game in the PUBG universe will release on PC and consoles 'by next year'". PC Gamer.
3. ↑  Fenlon, Wes (4 August 2021). "PUBG Universe, PUBG is called PUBG: Battlegrounds now?". PC Gamer.